# Blurryface
| 전문가 평가             | 전문가 평가 |
| 총 점수                 | 총 점수     |
| 출처                    | 점수        |
| ----------------------- | ----------- |
| 메타크리틱              | 80/100      |
| 평가 점수               |             |
| 출처                    | 점수        |
| AllMusic                | [ 8 ]       |
| Alternative Press       | [ 9 ]       |
| All Things Loud         | 8.5/10      |
| The Austin Chronicle    | [ 4 ]       |
| Billboard               | [ 5 ]       |
| Cleveland.com           | B           |
| Kerrang!                | 4/5         |
| Medium                  | 8/10        |
| Rolling Stone Australia | [ 14 ]      |
| Sputnikmusic            | 3.5/5       |

《Blurryface》는 미국의 듀오 밴드 트웬티 원 파일럿츠의 네 번째 스튜디오 음반이다. 그것은 2015년 5월 17일 퓨얼드 바이 라멘을 통해 출시되었다. 이전 음반 《Vessel》(2013년)과 마찬가지로, 이 음반은 힙합, 록, 팝, 레게, 인디 등 다양한 장르의 영향을 받는다. 서정적으로, 이 음반은 정신 건강, 의심, 그리고 종교에 대한 주제를 담고 있다. 이 음반에는 〈Stressed Out〉과 〈Ride〉라는 히트곡들이 수록되어 있는데, 이 두 곡 모두 미국 빌보드 핫 100에서 톱5에 올랐다.
《Blurryface》는 주제와 음악적 다양성을 칭찬하는 비평가들로부터 호평을 받았다. 이 음반은 빌보드 200에서 1위에 오른 첫 번째 그룹이 되면서 이 밴드의 획기적인 음반이다. 이 음반은 2017년 4월 현재 미국에서 150만 장 이상이 팔렸다. 2018년, 《Blurryface》는 모든 트랙이 미국 음반 산업 협회로부터 최소 골드 인증을 받은 디지털 시대의 첫 번째 음반이 되었다. 2019년 5월 15일, 그것은 4년 동안 빌보드 200 차트에서 한 번도 벗어나지 않은 대기록을 달성했다.

## 배경 및 녹음
세 번째 음반 《Vessel》(2013년)의 발매 이후, 이 밴드는 전 세계적으로 음반을 후원하기 위해 광범위한 투어를 했다. 투어를 하는 동안 그 밴드는 아이디어를 정리할 수 있는 휴대용 녹음 스튜디오를 가지고 있었다.
〈Heavydirtysoul〉, 〈Fairly Local〉, 〈Tear in My Heart〉, 〈Lane Boy〉 그리고 〈Doubt〉는 프로듀서 리키 리드와 함께 캘리포니아주 할리우드의 세레니티 웨스트 레코딩에서 녹음되었다. 〈Stressed Out〉, 〈Polarize〉, 〈Hometown〉 그리고 〈Not Today〉는 프로듀서 마이크 엘리존도와 함께 캘리포니아 타자나에 있는 캔 암에서 녹음되었다. 〈Ride〉는 오하이오주 그로브 시티의 소닉 라운지 스튜디오에서 리드와 함께 녹음되었다. 〈The Judge〉는 프로듀서 마이크 크로스지와 함께 런던의 리빙스턴 스튜디오에서 녹음되었다. 〈We Don't Believe What's on TV〉와 〈Goner〉는 캘리포니아 할리우드에 있는 파라마운트 레코딩 스튜디오에서 리드와 함께 녹음되었다. 〈Message Man〉은 팀 앤더슨과 함께 캘리포니아주 로스앤젤레스의 늑대인간 심장에서 녹음되었다. 이 음반은 캘리포니아주 할리우드의 카시타에서 닐 에이브론이 스콧 스크린스키의 도움을 받아 섞었다. 이 음반은 뉴욕시의 스털링 사운드에서 크리스 게링거에 의해 마스터 되었다.

## 발매
2015년 3월 17일, 이 밴드는 음반의 타이틀, 트랙 목록, 발매 날짜를 발표했다. 그 밴드의 팬들은 음반의 사전 주문을 시도하면서 그들의 웹사이트를 다운시켰다. 이 밴드는 같은 날 공식 퓨얼드 바이 라멘 유튜브 채널을 통해 첫 선을 보인 뮤직 비디오와 함께 그들의 새 싱글 〈Fairly Local〉을 발표했다. 2015년 오디오로만 올린 〈Heavydirtysoul〉 뮤직 비디오를 2017년 2월 3일 발매해 2016년 12월 9일 싱글로 발매했다.
4월 6일, 이 밴드는 음반의 두 번째 싱글 〈Tear in My Heart〉를 발매했고, 유튜브를 통해 공식 뮤직비디오를 공개했다. 〈Tear in My Heart〉는 2015년 4월 14일 라디오에 공개되었다. 세 번째 싱글 〈Stressed Out〉은 4월 28일 뮤직 비디오와 함께 발표되었다. 2015년 5월 4일, 이 밴드는 음반의 6번째 트랙인 〈Lane Boy〉의 오디오를 스트리밍하는 유튜브 동영상을 올렸고, 7일 후 같은 매체를 통해 〈Ride〉를 공개했는데, 두 곡 모두 싱글로 각각 4일과 12일에 발매되었다. 11일과 14일 사이에 그 밴드는 영국 순회공연을 했다. 〈Ride〉의 뮤직 비디오는 릴 베어 미디어가 감독한 5월 14일에 공개되었다.
2015년 5월 19일, 이 듀오는 음반 발매를 축하하기 위해 캘리포니아주 버뱅크의 아이하트 라디오 극장에서 공연을 했다. 콘서트는 아이하트 라디오의 웹사이트에서 생중계되었다.

## 상업 실적
《Blurryface》는 빌보드 200에서 1위로 데뷔하여 미국에서 14만 7천 장에 해당하는 음반 판매량을 기록하며 21만 1천 장에 달했고 미국에서 가장 높은 음반 차트 기록을 세웠다. 이 그룹은 또한 《Blurryface》가 14위로 데뷔한 후 2016년 9월에 5위로 정점을 찍으며 영국 톱 40에 처음으로 진입하여 영국 음반 차트에서 톱 10에 진입했다. By November 2015, the album sold 500,000 copies worldwide. 2015년 11월까지 이 음반은 전세계적으로 50만 장이 팔렸다. 그 다음 달, 이 음반의 미국 판매량은 505,000장 이상이라고 발표되었다. 2016년 1월까지 이 음반은 미국에서 592,000장이 팔렸다. 두 달 후, 이 음반의 미국 판매는 753,000장으로 증가했다. 3월말까지 이 음반의 미국 판매량은 79만2천장에 달했다. 6월 중순까지 이 음반은 92만 4천장이 팔렸고 7월 말에는 백만 장 이상이 팔렸다. 올해 말까지 이 음반은 미국에서 120만 장 이상이 팔렸다. 국제 음반 산업 협회에 따르면 이 음반은 그 해 전 세계에서 150만 장 이상 팔려 2016년 8번째로 가장 많이 팔린 음반이다. 2017년 4월 현재 미국 국내 판매량 150만 장 이상이다. 이 음반은 캐나다에서 골드와 미국에서 트리플 플래티넘 인증을 받았다. 2018년 10월 기준으로, 이 음반은 374만 장의 음반 판매고를 올렸으며, 이 중 170만 장이 미국에서 전통적인 음반 판매량이다.
2018년, 이 음반은 미국 음반 산업 협회가 모든 곡을 골드로 인증한 최초의 비편집 프로젝트가 되었다.
2018년 10월 현재 이 음반은 영국에서 394,727장, 전 세계적으로 650만 장이 팔렸다.

## 곡 목록
모든 곡들은 타일러 조셉에 의해 작사/작곡하였다.
| #   | 제목                              | 재생 시간 |
| --- | --------------------------------- | --------- |
| 1.  | 〈Heavydirtysoul〉                | 3:55      |
| 2.  | 〈Stressed Out〉                  | 3:22      |
| 3.  | 〈Ride〉                          | 3:35      |
| 4.  | 〈Fairly Local〉                  | 3:27      |
| 5.  | 〈Tear in My Heart〉              | 3:08      |
| 6.  | 〈Lane Boy〉                      | 4:13      |
| 7.  | 〈The Judge〉                     | 4:58      |
| 8.  | 〈Doubt〉                         | 3:11      |
| 9.  | 〈Polarize〉                      | 3:47      |
| 10. | 〈We Don't Believe What's on TV〉 | 2:57      |
| 11. | 〈Message Man〉                   | 4:00      |
| 12. | 〈Hometown〉                      | 3:55      |
| 13. | 〈Not Today〉                     | 3:58      |
| 14. | 〈Goner〉                         | 3:57      |

## 인증
| 국가                                                                                         | 인증        | 판매량/출하량 |
| -------------------------------------------------------------------------------------------- | ----------- | ------------- |
| 오스트레일리아 (ARIA)                                                                        | 플래티넘    | 70,000        |
| 오스트리아 (IFPI 오스트리아)                                                                 | 플래티넘    | 15,000*       |
| 브라질 (Pro-Música Brasil)                                                                   | 2× 플래티넘 | 80,000        |
| 캐나다 (뮤직 캐나다)                                                                         | 4× 플래티넘 | 320,000^      |
| 덴마크 (IFPI Danmark)                                                                        | 2× 플래티넘 | 40,000        |
| 독일 (BVMI)                                                                                  | 골드        | 100,000       |
| 이탈리아 (FIMI)                                                                              | 플래티넘    | 50,000        |
| 멕시코 (AMPROFON)                                                                            | 플래티넘    | 60,000        |
| 네덜란드 (NVPI)                                                                              | 골드        | 25,000        |
| 뉴질랜드 (RMNZ)                                                                              | 플래티넘    | 15,000        |
| 노르웨이 (IFPI 노르웨이)                                                                     | 골드        | 15,000*       |
| 폴란드 (ZPAV)                                                                                | 3× 플래티넘 | 60,000        |
| 싱가포르 (RIAS)                                                                              | 골드        | 5,000*        |
| 스위스 (IFPI 스위스)                                                                         | 플래티넘    | 20,000        |
| 영국 (BPI)                                                                                   | 플래티넘    | 394,727       |
| 미국 (RIAA)                                                                                  | 4× 플래티넘 | 1,700,000     |
| 요약                                                                                         |             |               |
| 전 세계                                                                                      | —           | 6,500,000     |
| *판매량을 기반으로 한 인증 · ^출하량을 기반으로 한 인증 · 판매량+스트리밍을 기반으로 한 인증 |             |               |